# Heuvelbasterdwederik
De heuvelbasterdwederik (Epilobium collinum) is een overblijvende plant, die behoort tot de teunisbloemfamilie. De soort komt van nature voor in de bergstreken in Midden-, Zuid-, Noord- en Oost-Europa en is inheems in Wallonië. Het aantal chromosomen is 2n = 36.
De plant wordt 10-40 cm hoog en vertakt vanaf de basis. De grijsgroene, eivormige, kort gesteelde bladeren zijn 1-4 cm lang en 0,5-1,5 mm breed en hebben een getande bladrand.
De plant bloeit vanaf mei tot in september met roze, 3-6 mm grote bloemen. De vier bloembladen zijn uitgerand. De bloeiwijze is een vertakte tros. De kelk is aangedrukt behaard. De bloem heeft vier, kruisstandige stempels. De bloemknop heeft een stompe top.
De vrucht is een 4-6 cm lange met vier kleppen openspringende doosvrucht, die aangedrukt behaard is. De zaden zijn ook behaard.

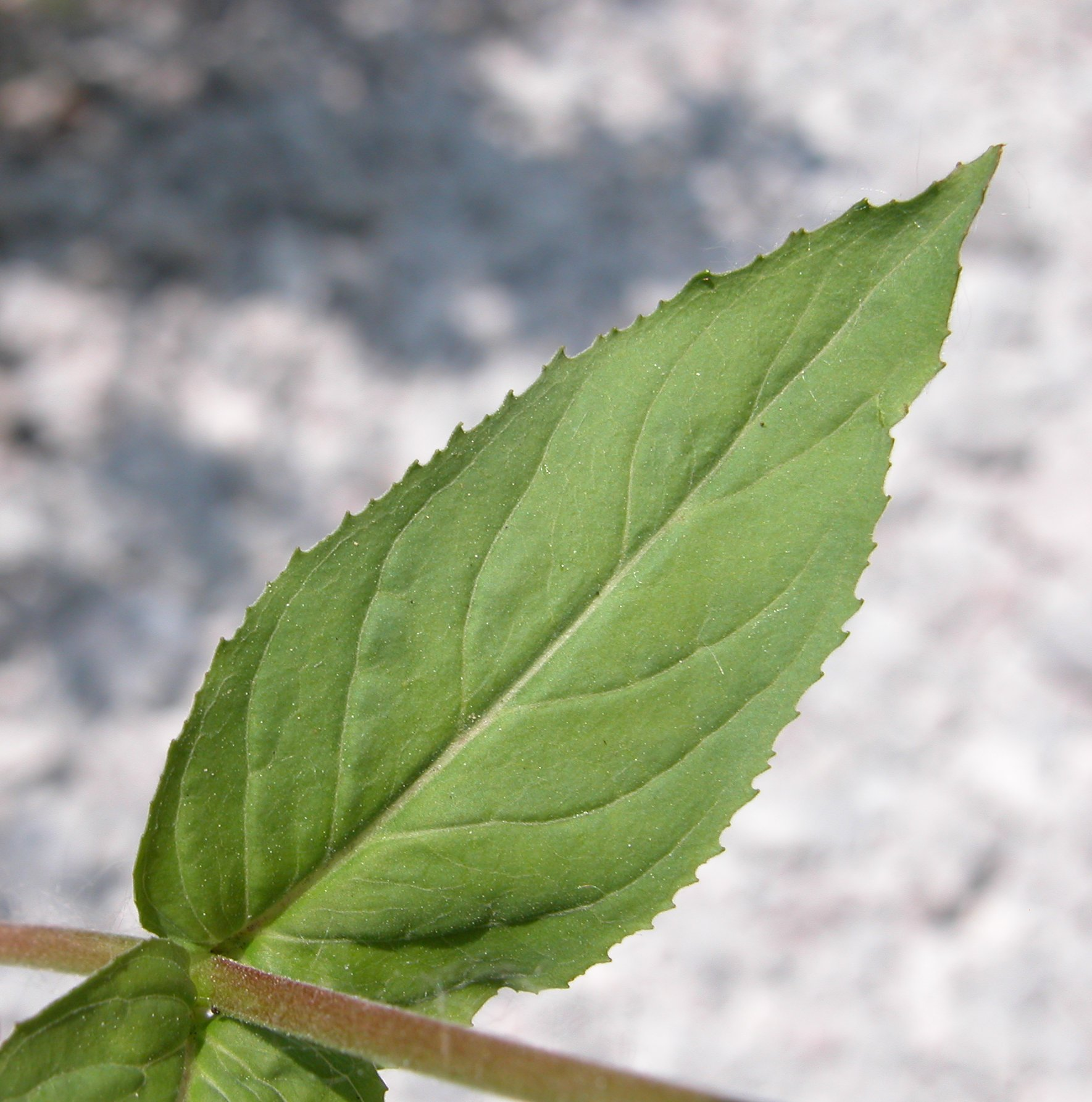
Blad
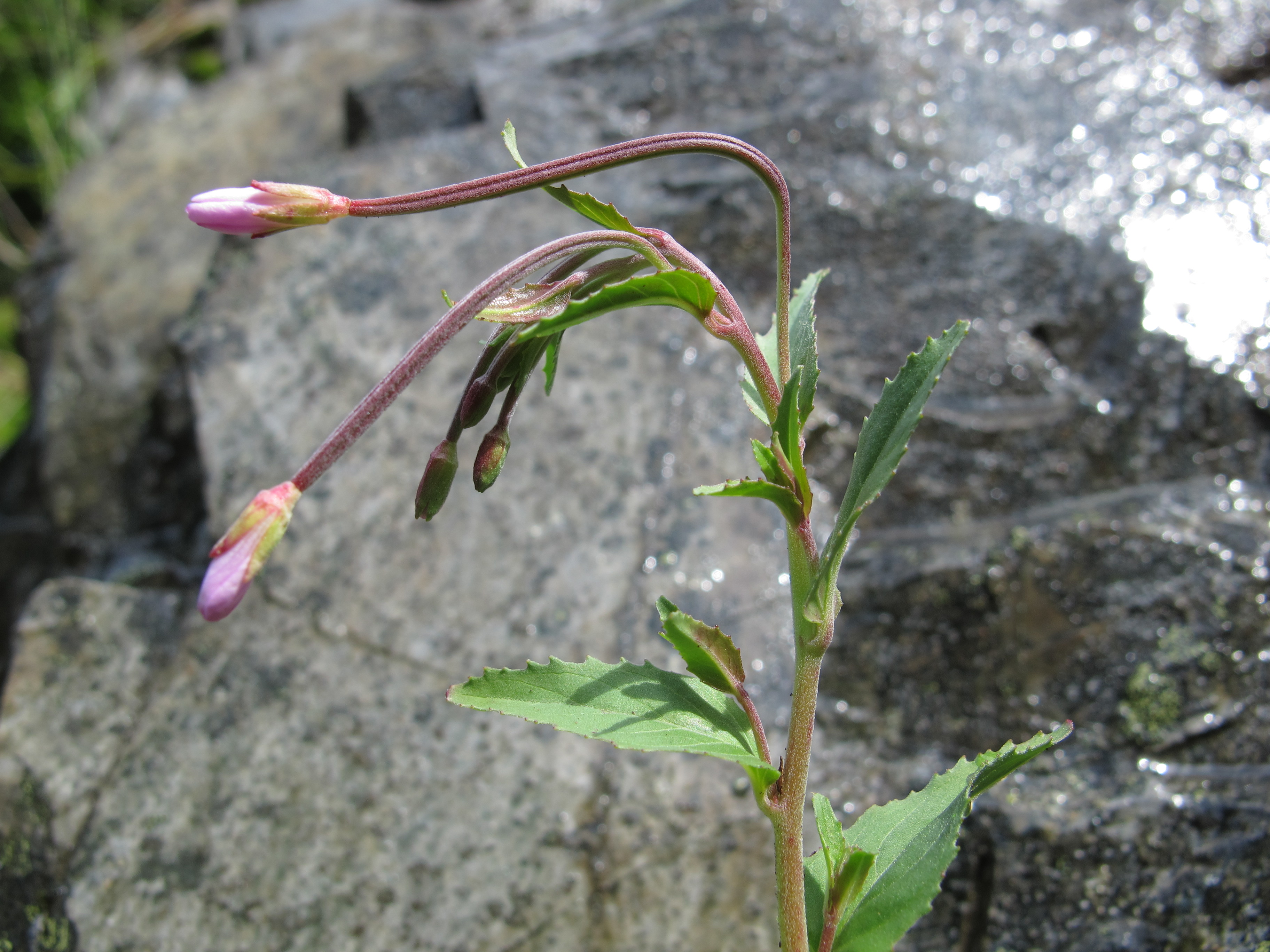
Bloeiwijze
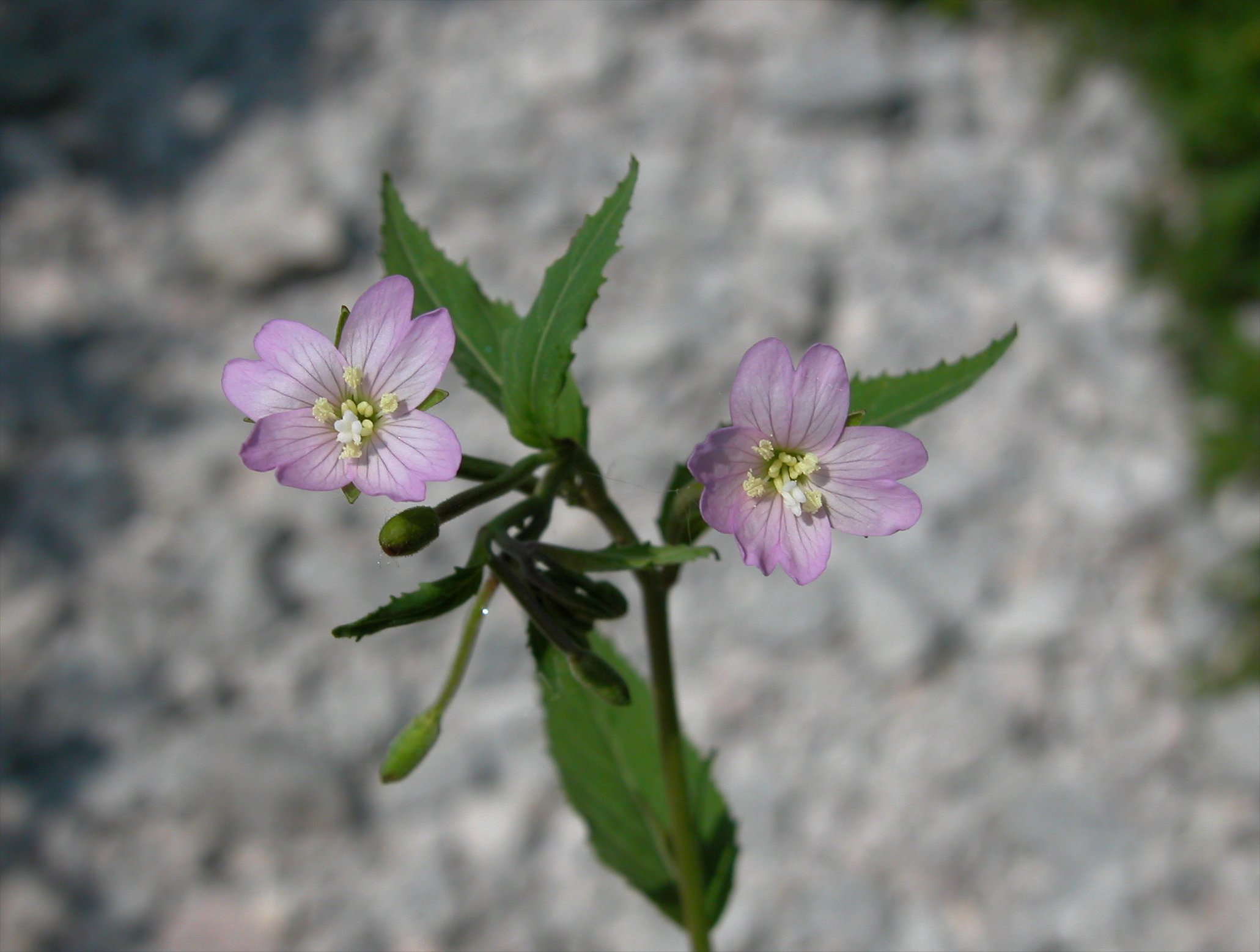
Bloemen
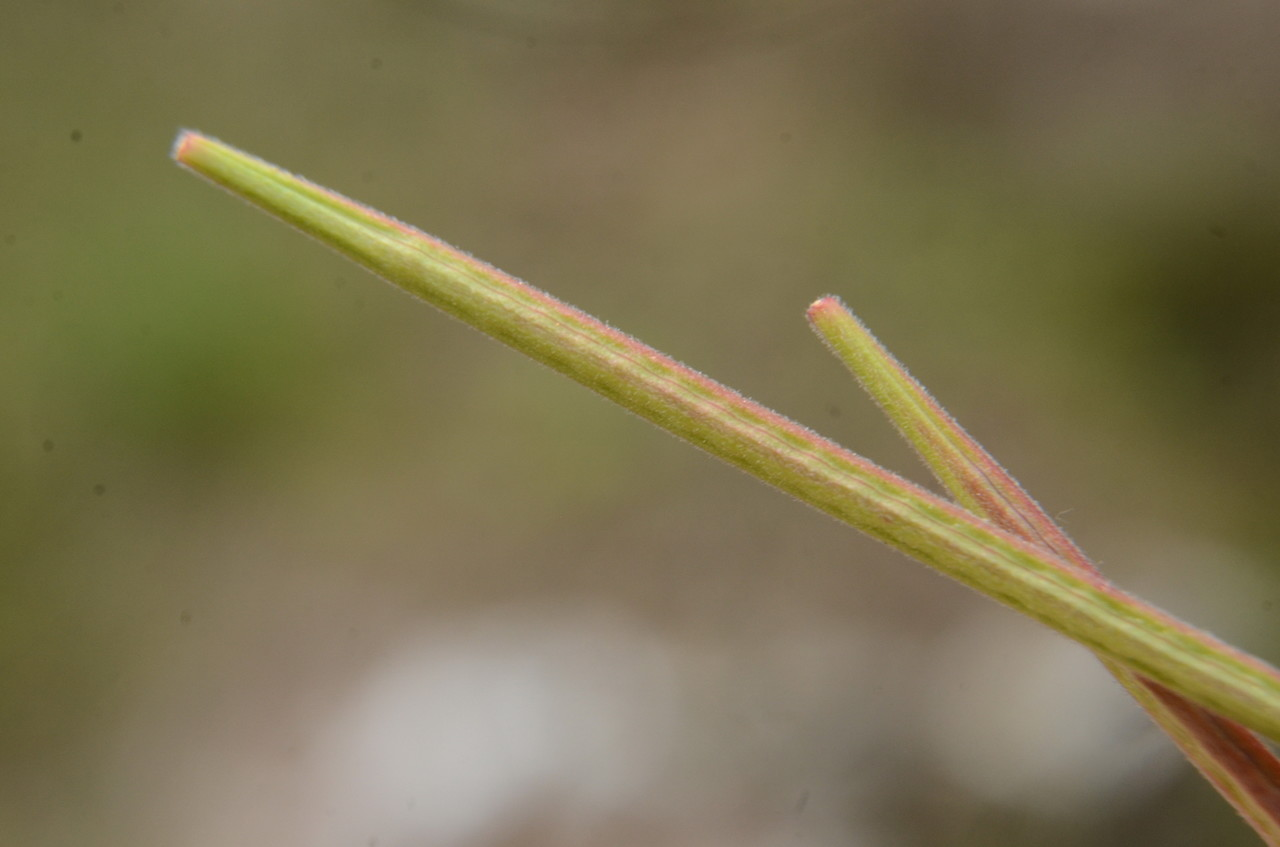
Vrucht

De heuvelbasterdwederik komt voor op kalkarme, stenige grond in spleten van rotsen in verticale rotswanden, muren en kapvlakten.